# ペットボトルロケット

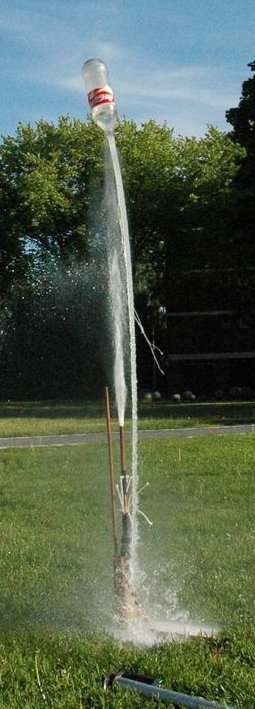
ペットボトルロケット、発射の瞬間

ペットボトルロケット（英語: water rocket）は、炭酸飲料用ペットボトルにノーズコーンや安定翼を装着し、水と圧縮空気を入れて、一気に弁を開放させることにより、噴出する水と空気の反作用によって飛行する模型ロケットである。簡単に言うと、圧縮空気の圧力で水を噴射して飛ぶロケットである。水ロケットあるいはウォーターロケットともいう。

## 概説
一般にわずか200g程度のこのロケットは、火薬を使わずに手軽にモデルロケットの打ち上げができることが最大の特徴である。単純に楽しみのため打ち上げる場合もあるし、実験教材として打ち上げられる場合もある。実験として行う場合、火や火薬を使わず安全かつ楽しく力学の基本（特に作用・反作用）に関して学ぶことができる。火薬などの法規制が厳しい日本においても、子どもたちの理科の教材として頻繁に採用されている。
1990年代にペットボトルロケットを作ろうとすると、圧縮空気の圧力に耐えることができ発射の時には簡単にはずれる特殊な弁を自作しなければならず少しハードルが高かった。近年では耐圧弁や発射装置や羽やロケット先端部分がワンセットになったペットボトルロケット用キットが数千円程度で市販されておりネット通販でも簡単に購入できるようになっており小学校低学年の生徒でも数十分〜1時間程度の工作で組み立てて打ち上げを行うことができる。市販セットの他には、使用済みの炭酸飲料のペットボトル数個とビニールテープを用意するだけでよい。
「とりあえず少しでも飛び上がればいい」という程度で打ち上げるだけならばすぐに達成できて単純な爽快感のようなものを感じるだけだが、次の段階に入って飛距離を伸ばそうとし始めた段階から、羽の素材に適度な強度を持ったものを選び羽のつけかたを工夫するとロケットが適度に回転し軸が安定し飛距離が伸びるとか、入れる水の量と圧縮空気の圧力（ポンプを押す回数）で飛距離が変化するとか、先端の形状をどうすると飛距離と安全性のバランスをとれるか考えるとか、発射装置のガイドレールの長さが違うものを自作してみる、風向きが追い風が向かい風かで打ち上げ角度をどうすれば飛距離が伸びるかについてそれなりに計算する方法があるなど、工夫すべきことや試しに実験してみたくなることがどんどん出てくる。つまりペットボトルロケットの打ち上げというのは入門者にはとりあえず簡単でありながら、その先に、奥深くて面白い領域が広がっている。
打ち上げる人・チームごとの工作技術、工学的な能力、力学に関する知識などの差が飛距離の差、具体的な数字の差となって現れるので競技会も行われている。アメリカのサイエンス・オリンピアドでもペットボトルロケットの競技が行われており、日本各地でも競技としてのペットボトルロケット打ち上げ大会が開催されている。
また、火薬を使わず火災の心配がないことや環境汚染の心配がないことなどから、山岳地帯の電線敷設の際に尾根から尾根への架線作業にも利用されている。架線作業に用いることは、中部電力が「ウォーターロケット延線工法」と呼んで1999年（平成11年）度に全社に配備した。「同工法を採用したのは中部電力が最初」と言われており、400m近く飛ぶペットボトル2本を連結し、容量を増加した大型のペットボトルロケットも使っている。

## 安全対策
ペットボトルロケットは手軽で軽量ではあるものの、万一人の顔面や眼などに当たれば取り返しのつかないことにもなる可能性がある。また当たらなくても周囲に人がいれば危険を感じさせ大きなストレスを与えるものであるため、人のいない広い広場で打ち上げる必要がある。JAXAが公開している教材においては、炭酸飲料用1.5L入りペットボトルを使用する場合、目安として幅約50m、奥行き約100mを確保するよう記載されている。
ロケットの先端はコーン状つまり「とんがり帽子」状にとがった形状を採用する方法も一応ありはするが、万にひとつ、落下時に人の顔面に当たる場合を考慮するならば、ゴムまりのようなまるい形状で柔らかい素材を選択するほうがよい。タカギのペットボトルロケットのセットも、ゴムまりのような薄いゴムの柔らかい素材の部品が同梱されている。
万にひとつ、人に当たる場合を想定して、羽（多くがプラスチック板）の断面はそのまま「むき出し」にするのではなく、ビニールテープなどで覆うことで当たっても人の皮膚が切れないようにしておくほうが良い。
打ち上げはペットボトル内部に高い圧力をかけて行うので、ペットボトルは必ず炭酸飲料のものを使用する。緑茶飲料やミネラルウォーターなど非炭酸系飲料のものは構造や厚みが高圧に弱いものが多いので、原則的に使うべきではない。
普通の自転車用空気入れでは破裂するほどの空気圧を与えることは難しいのであまり気にする必要はない。
ただし特殊な空気入れや高圧用の空気入れや電動モータ式エアポンプを使うような人は、ついつい高圧をかけすぎる可能性があるので、簡易式でも良いので圧力計がついてるものを使って圧力を具体的な数値で確認すると良い。インターネット上にどの程度の圧力まで挙げたらペットボトルが破裂した、などという情報が公開されているので、そういう高圧にならないように気をつけるとよい。
発泡入浴剤を中に入れると紹介している本もあり 、この方法でやりすぎるとペットボトルが結構簡単に破裂（わずかな小傷から裂け、破裂）する可能性もあるので、入浴剤の量は、他の人が実際に使って破裂しなかった量のデータも調べて、量を慎重にコントロールするとよい。
航空法がらみ
日本国内の航空法ではペットボトルロケットに関する規定は無い。ペットボトルロケットはいわゆる「飛翔体」と分類される。
飛翔体は、日本の航空法により空港の周辺では打ち上げは禁止されている。そのほか、もしも航空路の直下の土地で高度150mを超えて打ち上げる場合は飛行通報書の提出が必要になる。
それ以外は、もしも高度250mを超える打ち上げをするような極端な場合だけ書類の提出が必要になるが、普通の小・中学生が市販のキットを使って500mlや1.5L程度のペットボトルで普通にロケットを作る場合は到達高度は一般的に数十メートル程度（稀によく飛ぶ例でもせいぜい高度100メートル前後）であり、問題になる高度（250m以上）には全然到達しないので書類を提出する必要は全然ない。
大学の研究者や学生が特殊な工夫をして、仮の話として250メートル以上の高度に到達するような水ロケットを作れたとして、それを打ち上げる場合は、事前に国土交通大臣への届出が必要な場合があるかも知れないと慎重に判断して関係省庁に問い合わせるのが望ましい。

## 歴史
アメリカ合衆国では古くから、ジュニアスクールや、ジュニアハイスクールやハイスクール、大学で、火薬を固めた固形燃料を使用したモデルロケットを飛ばす授業は行われることがあった。またアメリカでは大人になっても趣味で固形燃料式の模型ロケットを飛ばす人は多かった。
炭酸飲料製造会社の一部が1970年代にプラスチック製のボトルを使い始め、1973年にPETボトルを使い始めた。
日本では、高速ガスを噴出する小型固形燃料は花火と同じ扱いで、打ち上げることができ、昭和時代の科学雑誌などに掲載された広告に固形燃料ロケットのキットが掲載され販売されていた。（大型のものは都道府県知事へ届出が必要で義務や制約がある。）
どちらにせよ、日本はアメリカ大陸とは違って、ロケットの打ち上げに向いている場所、つまり草原や荒野が広がっている場所はほとんどなく、人口密集地が多く住宅火災のリスクを考慮すると安心して打ち上げられる場所は少なくて固形燃料式モデルロケットはなかなか普及しなかった。こうして日本では長い間、学校カリキュラムにおいて、小型ロケットに関係する実験は行いづらい事情があったが、1990年代に家庭の廃品として出るペットボトルに圧縮空気を溜めて打ち上げるペットボトルロケットが知られるようになると、学校カリキュラムに次第に取り入れられていった。